# Ugo Forno
Ugo Forno (Roma, 27 aprile 1932 – Roma, 5 giugno 1944) è stato un partigiano e studente italiano, ultima vittima della Resistenza romana (insieme al compagno Francesco Guidi) e decorato con la medaglia d'oro al merito civile.

## Biografia
Ugo Forno era uno studente romano. Abitava con i genitori in via Nemorense e frequentava la seconda media al Luigi Settembrini di via Sebenico.
La mattina del 5 giugno 1944, uscito di casa alle 6:30, in Piazza Verbano incontrò gli alleati, da poco entrati a Roma. Alle 7:30 fu visto da Angiolo Bandinelli al Parco Nemorense che gridava: «C'è una battaglia lassù oltre piazza Vescovio! Ci sono i tedeschi, resistono ancora»; Ugo Forno aveva infatti saputo da alcune persone, riunite nella piazza, che un reparto di guastatori tedeschi stava cercando di far saltare il ponte ferroviario sull'Aniene.
Procuratosi un fucile e una bandoliera con diverse cartucce, alle ore 9, Forno entrò in una casa colonica di vicolo del Pino per incontrarsi con cinque giovani, anche loro armati con fucili e pistole. Forno convinse i cinque giovani contadini Antonio e Francesco Guidi, Luciano Curzi, Vittorio Seboni e Sandro Fornari, a impedire a ogni costo l'azione delle retroguardie tedesche.
Attraversata la campagna e giunti all'altezza dell'Aniene, i sei partigiani videro una decina di guastatori tedeschi, intenti a piazzare grossi pacchi di esplosivo sotto le arcate del ponte che sorregge i binari della ferrovia Roma-Firenze, di fianco a Ponte Salario.

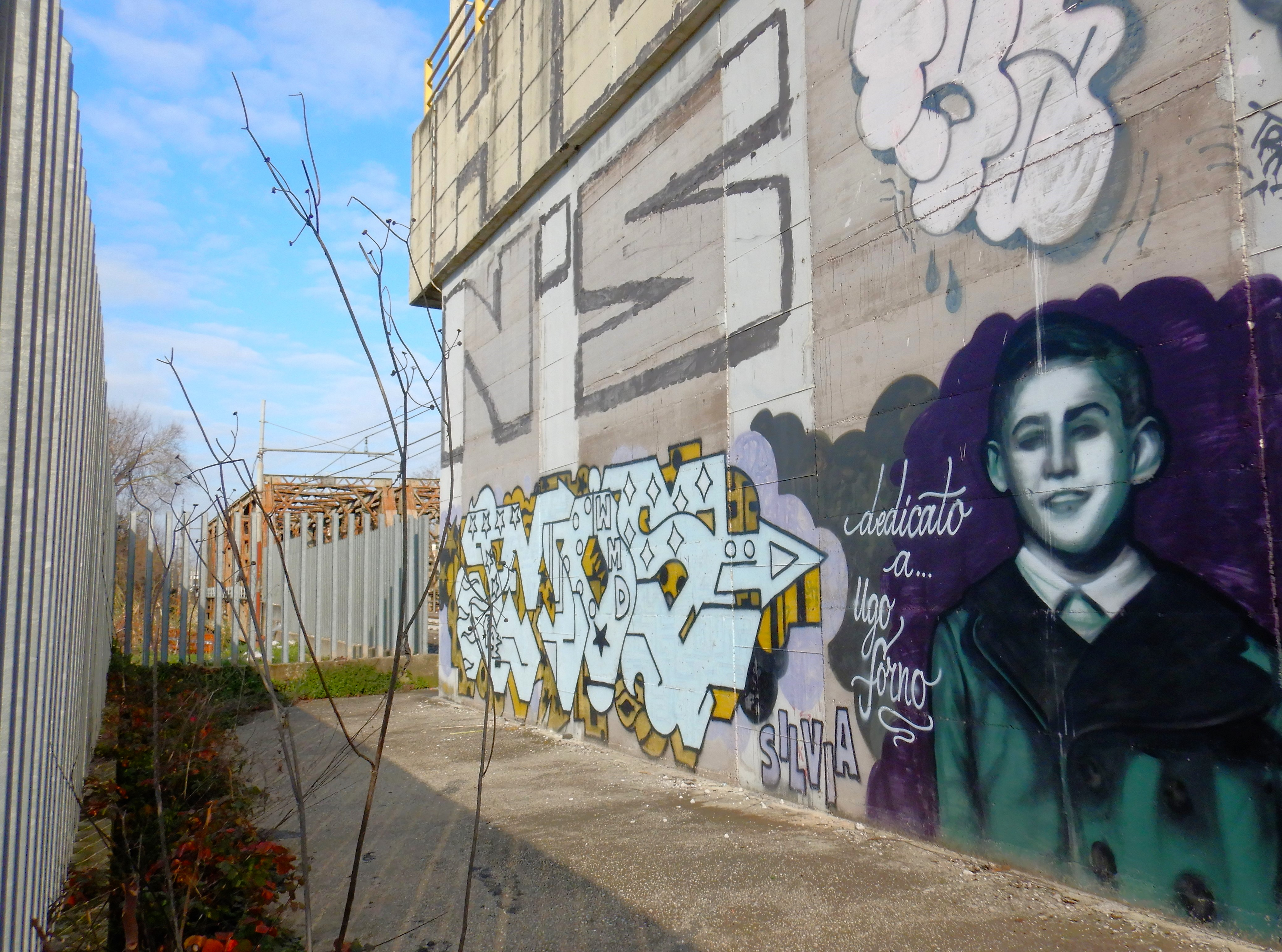
Il cavalcavia intitolato a Ugo Forno

I sei ragazzi aprirono il fuoco sul commando germanico, costringendoli a gettarsi al riparo. Dopo un breve combattimento i soldati tedeschi decisero di abbandonare l'azione e ritirarsi. Per coprirsi le spalle spararono tre colpi con un mortaio. Il primo prese in pieno Francesco Guidi, facendolo stramazzare. Il secondo proiettile squarciò una coscia a Curzi e staccò un braccio a Fornari; il terzo e le schegge centrarono Ugo Forno al petto e alla testa, uccidendolo di schianto, a mezzogiorno e qualche minuto. Il loro sacrificio permise la salvezza del ponte ferroviario sull'Aniene, che rimase intatto.
Dopo poco giunse un gruppo di gappisti, che avvolse il corpo di Ugo Forno in una bandiera e lo trasportò, insieme ai tre feriti, alla clinica di via Monte delle Gioie. Francesco Guidi, 21 anni, non riuscì a sopravvivere all'estremo tentativo chirurgico di salvargli la vita.
Il 5 giugno 2010 il ponte ferroviario sull'Aniene fu dedicato a Ugo Forno da RFI-Rete Ferroviaria Italiana.

## Onorificenze

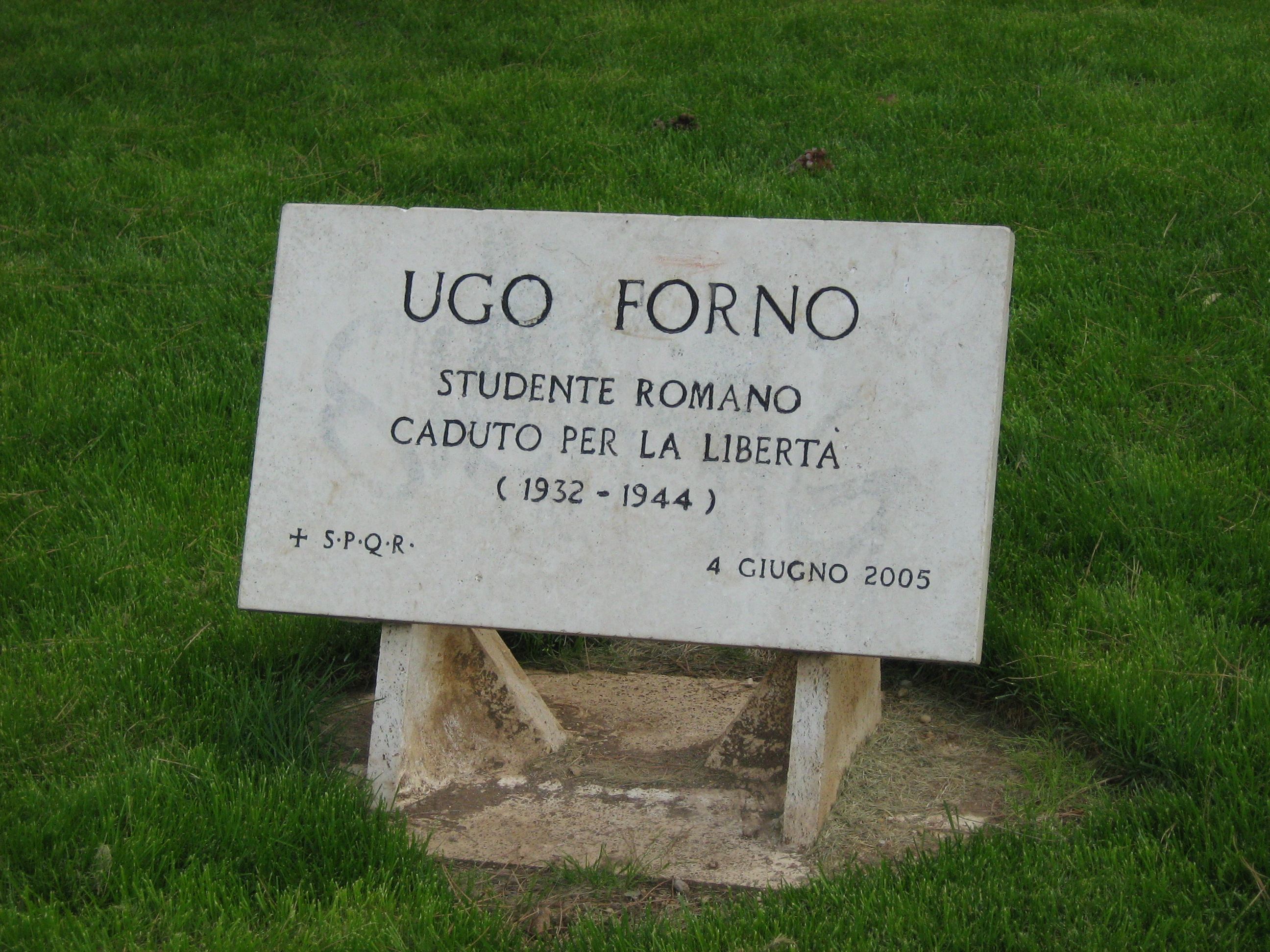
Lapide in ricordo di Ugo Forno

## Nella cultura di massa
- Alberto Marchetti ha dedicato a Ugo Forno il brano Il ponte della ferrovia con musiche di Paolo Alimondi
- Flavio Giurato ha dedicato ad Ugo Forno il brano Ponte Salario nell'album Le promesse del mondo (2017).[6]
- Massimiliano Timpano ha scritto un romanzo per ragazzi ispirato a lui. La brigata mondiale, Einaudi Ragazzi, 2020.
- Nel 2022 è stato realizzato un film-corto, diretto da Fabio Vasco, sulla tragica fine di Ugo, dal titolo Ughetto Forno - Il partigiano bambino, con Ugo che viene interpretato da Lorenzo Altobelli.